# Чувашка морфология
Счита се, че чувашкият е най-близък до мъртвия прабългарски език, от който обаче не са останали достатъчно писмени паметници, за да бъде подробно изучен.

## Имена
Склонението на имената е в 6 падежа.
- именителен
- родителен: с окончание -ăн, -ĕн или -н според вокалната хармония. Например аттен çырăвĕ „писмото на бащата“.
- дателно-винителен: с окончание -(н)a или -(н)е според вокалната хармония. Например кĕнеке ил „вземи книгата“, аттене тав ту „благодари на баща си“.
- местен: с окончание -те, -ре, -та, -ра според вокалната хармония. Например хулара пурăнать „живее в града“. Вĕсем Шупашкарта пурăнаççĕ „живеят в Чебоксари“.
- изходен падеж: с окончание -тен, -тан, -рен, ран според вокалната хармония. Например аннерен вĕрентĕм „научих от мама“, командировкăран таврăнтăм „върнах се от командировка“.
- творителен: с окончание -пе или -па според вокалната хармония. Например хĕрпе паллаш „запознай се с момичето“.

Категорията число е характерна за съществителните, глаголите и някои групи местоимения. Показател за множествено число при съществителните е наставката -сем: хурăнсем (брези), çынсем (хора). Ако множествеността се подразбира от контекста, тя се изпуска:
- куç курмасть „очите не виждат“,
- ура шăнать „краката мръзнат“,
- алă çу „ръцете се мият“,
- çырлана çӳре „ягодите се берат“.

По тази причина при употребата на съществителното име с числително или с други думи за количество се използва единствено число:
- вăтăр çын букв. „тридесет човека“ = „тридесет души“,
- нумай çынпа калаç „говоря с много хора“.

### Местоимения
Личните местоимения са неизменяеми (не се скланят с окончания) и изменяеми (участват в падежи и се добавят към следлози). Неизменяеми са формите за именителен падеж, всички останали форми се образуват от формата за родителен падеж:
| имен.             | род.                 | дат.-вин. | местен          | изх.              | твор.   |
| ----------------- | -------------------- | --------- | --------------- | ----------------- | ------- |
| эпĕ „аз“          | ман(ăн) „мой“        | мана      | манра           | манран            | манпа   |
| эсĕ „ти“          | сан(ăн) „твой“       | сана      | санра           | санран            | санпа   |
| вăл „той, тя, то“ | ун(ăн) „негов, неин“ | ăна       | унра (унта)     | унран (унтан)     | унпа    |
| эпир „ние“        | пирĕн „наш“          | пире      | пирĕнте (пирте) | пирĕнтен (пиртен) | пирĕнпе |
| эсир „вие“        | сирĕн „ваш“          | сире      | сирĕнте         | сирĕнтен          | сирĕнпе |
| вĕсем „те“        | вĕсен(ĕн) „техен“    | вĕсене    | вĕсенче         | вĕсенчен          | вĕсемпе |

Възвратните местоимения съответстват на българските „свой“, „себе“, „се“, „си“, но имат различни форми за различните лица и числа. Скланят се като личните местоимения.
| лице | ед.ч.  | мн.ч.  |
| ---- | ------ | ------ |
| 1 л. | хам    | хамăр  |
| 2 л. | ху     | хăвăр  |
| 3 л. | хăй(ĕ) | хăйсем |

Примери:
- хăйсен тăван ял „тяхното си родно село“
- хам пырап „ще си дойда“
- эпĕ хама шыватăп „мия се“
- хăвăн упашку „нейният си мъж“
- хăйĕн ашшĕ килне пынă „дошъл в бащината си къща“

Пълните форми на притежателните местоимения могат да заместват съществителни и се употребяват както членуваните форми на местоименията в българския език.
| прит.                            | възвр. прит.          |
| -------------------------------- | --------------------- |
| манни, манăнни „моят“            | хамăнни „моят си“     |
| санни, санăнни „твоят“           | хăвăнни „твоят си“    |
| унни, унăнни „неговият, нейният“ | хăйĕнни „неговият си“ |
| пирĕнни „нашият“                 | хамăрăнни „нашият си“ |
| сирĕнни „вашият“                 | хăвăрăнни „вашият си“ |
| вĕсенни (вĕсенĕнни) „техният“    | хăйсенни „техният си“ |

Пълните форми на притежателните и възвратно-притежателните местоимения се скланят като личните местоимения и имат множествено число.
Подобно на българските кратки форми на притежателните местоимения в чувашкия се употребяват кратки форми, които се образуват с помощта на окончания.
- Пример: ывăл „син“

| ед.ч.              | мн.ч.               |
| ------------------ | ------------------- |
| ывăлăм „синът ми“  | ывăлăмăр „синът ни“ |
| ывăлу „синът ти“   | ывăлăр „синът ви“   |
| ывăлĕ „синът му/й“ | ывăлĕ „синът им“    |

Множественото число се образува по стандартния начин: ывăлăмсем „синовете ми“, ывăлăмăрсем „синовете ни“ и т.н.

### Глаголи
Глаголната система на чувашкия е подобна на българската, но чувашките глаголни времена и наклонения имат само прости синтетични форми (от една дума) за разлика от българските аналитични форми.

#### Вид на глагола
Глаголите в чувашкия език имат четири вида. Образуват се с помощта на наставки.
| Вид | Наименование   | Значение                   | Наставка   | Пример                                       |
| --- | -------------- | -------------------------- | ---------- | -------------------------------------------- |
| 1   | çирĕплетӳ      | потвърждение               | няма       | съвпада с основната форма, напр. кил „идвам“ |
| 2   | хирĕçлев       | отрицание                  | -м/-ма/-ме | килме- „не идвам“                            |
| 3   | пултараслăх    | способност, възможност     | -ай/-ей    | килей- „мога да дойда“,                      |
| 4   | пултарайманлăх | неспособност, невъзможност | -айм/-ейм  | килейме- „не мога да дойда“                  |

Глаголите се изменят по род и число: имат отрицателно спрежение, което се образува от втори и четвърти вид (отрицание или неспособност).
Има пет времена (сегашно-бъдеще, просто минало, минало предварително, минало неопределено, бъдеще) и пет наклонения (изявително, подчинително, повелително, преизказно, желателно). Основната форма на глагола е второ лице в единствено число в повелително наклонение. Инфинитив в истинския смисъл на думата няма. В речниците глаголите са дадени с формата за второ лице на повелителното наклонение.

#### Повелително наклонение
Множественото число в повелително наклонение се образува най-често с окончание -ăр (-ĕр). Отрицателната форма се образува с частицата ан, „не“.
| Глагол | ирт                      | кĕр                      | ту                      | шан                      |
| ------ | ------------------------ | ------------------------ | ----------------------- | ------------------------ |
| ед. ч. | ирт „мини!“              | кĕр „влез!“              | ту „прави!“             | шан „вярвай!“            |
| ед. ч. | ан ирт „не минавай!“     | ан кĕр! „не влизай!“     | ан ту! „не прави!“      | ан шан! „не вярвай!“     |
| мн. ч. | иртĕр „минете!“          | кĕрĕр! „влезте!“         | тăвăр! „правете!“       | шанăр! „вярвайте!“       |
| мн. ч. | ан иртĕр „не минавайте!“ | ан кĕрĕр! „не влизайте!“ | ан тăвăр! „не правете!“ | ан шанăр! „не вярвайте!“ |

От формата на повелителното наклонение се образуват другите наклонения и времена.

#### Изявително наклонение
В изявително наклонение глаголите се изменят и по време. В изявително наклонение се спрягат глаголите от всичките четири вида.
За образуване на сегашно-бъдеще време към основата на глагола се прибавя наставка -ат/-ет в зависимост от вокалната хармония, а в 3 лице множествено число звукът -т се заменя с -ç. За да се подчертае, че действието се извършва в бъдещето, се използват съответните наречия за време.
- Сегашно-бъдеще време на глагола кала (наставка -ат)

| лице | ед. ч.            | мн. ч.             |
| ---- | ----------------- | ------------------ |
| 1 л. | калатăп „говоря“  | калатпăр „говорим“ |
| 2 л. | калатăн „говориш“ | калатăр „говорите“ |
| 3 л. | калат „говори“    | калаççĕ „говорят“  |

- Сегашно-бъдеще време на глагола чĕн (наставка -ет)

| лице | ед. ч.          | мн. ч.           |
| ---- | --------------- | ---------------- |
| 1 л. | чĕнетĕп „каня“  | чĕнетпĕр „каним“ |
| 2 л. | чĕнетĕн „каниш“ | чĕнетĕр „каните“ |
| 3 л. | чĕнет „кани“    | чĕнеççĕ „канят“  |

С помощта на наставката -р се образува по същия начин просто минало време. Към глаголни основи, завършващи на сонорна съгласна /-р/, /-л/, /-н/, вместо наставка -р се употребява -т (в трето лице -ч). Например кайрăм „отидох“, но килтĕм „дойдох“. При десет глаголни основи на /-р/ (йĕр „плача“, кĕр „влизам“, кӳр „нося“, пар „давам“, пер „хвърлям“, пер „нося“, тăр „стоя“, хур „слагам“, шăр „пикая“, яр „пускам“) в минало време крайното /-р/ отпада.
Формите на минало предварително време се образуват с наставки -сатт/-сетт и съвпадат с формите за преизказното наклонение.
- Просто минало време на глагола кай

| лице | ед. ч.          | мн. ч.              |
| ---- | --------------- | ------------------- |
| 1 л. | кайрăм „отидох“ | кайрăмăр „отидохме“ |
| 2 л. | кайрăн „отиде“  | кайрăр „отидохте“   |
| 3 л. | кайрĕ „отиде“   | кайрĕç „отидоха“    |

- Минало предварително време на глагола кай

| лице | ед. ч.                 | мн. ч.                     |
| ---- | ---------------------- | -------------------------- |
| 1 л. | кайсаттăм „бях отишъл“ | кайсаттăмăр „бяхме отишли“ |
| 2 л. | кайсаттăн „бе отишъл“  | кайсаттăр „бяхте отишли“   |
| 3 л. | кайсаттĕ „бе отишъл“   | кайсаттĕç „бяха отишли“    |

Без наставки се образува бъдеще време, което изразява действие в неопределеното бъдеще или неувереност, че глаголното действие ще се извърши.
- Бъдеще време на глагола кай

| лице | ед. ч.            | мн. ч.              |
| ---- | ----------------- | ------------------- |
| 1 л. | кайăп „ще отида“  | кайăпăр „ще отидем“ |
| 2 л. | кайăн „ще отидеш“ | кайрăр „ще отидете“ |
| 3 л. | кайĕ „ще отиде“   | кайĕç „ще отидат“   |

#### Подчинително наклонение
Подчинителното наклонение съответства на конструкцията „да + глагол“ в българския език (конюнктив). Изразява пожелание, поръка, молба или съвет. Във второ лице съвпада с повелителното наклонение.
- Подчинително наклонение на глагола кай

| лице | ед. ч.            | мн. ч.              |
| ---- | ----------------- | ------------------- |
| 1 л. | кайăм „да отида“  | кайăр „да отидем“   |
| 2 л. | кай „да отидеш“   | кайăр „да отидете“  |
| 3 л. | кайтăр „да отиде“ | кайччăр „да отидат“ |

Отрицателните форми се образуват за 1 и 3 лице се образуват с помощта на частицата мар, която се поставя след глагола.

#### Условно наклонение
Условното наклонение се употребява както и в българския език. Образува се с помощта на наставката -ăтт/-ĕтт в зависимост от вокалната хармония. В 3 лице, наставките съвпадат с формата -ĕчч. Отрицанието се изразява с помощта на глаголната основа от 2 вид. Спрежението обхваща само глаголите от 1 и 2 вид.
- Условно наклонение на глагола пар

| лице | ед. ч.                 | мн. ч.                  |
| ---- | ---------------------- | ----------------------- |
| 1 л. | парăттăм „бих дал/а/о“ | парăттăмăр „бихме дали“ |
| 2 л. | парăттăн „би дал/а/о“  | парăттăр „бихте дали“   |
| 3 л. | парĕччĕ „би дал/а/о“   | парĕччĕç „биха дали“    |

#### Преизказно наклонение
В чувашкия език съществуват глаголни форми, които както и в българския език, изразяват глаголно действие, на което говорещият не присъства, несигурност, преизказност. Преизказното наклонение се образува с наставка -нă/-нĕ, а отрицателната форма с наставка -ман/-мен в зависимост от вокалната хармония. Формата му съвпада изцяло с миналото причастие и не се изменя по лице и число. Понякога се използва както и в българския език за изразяване на минало неопределено време. Спрежението обхваща глаголи от първи и втори вид.
- Преизказно наклонение на глагола юрат

| лице | ед. ч.                      | мн. ч.                    |
| ---- | --------------------------- | ------------------------- |
| 1 л. | эпĕ юратнă „обичал/а/о съм“ | эпир юратнă „обичали сме“ |
| 2 л. | эсĕ юратнă „обичал/а/о си“  | эсир юратнă „обичали сте“ |
| 3 л. | вăл юратнă „обичал/а/о“     | вĕсем юратнă „обичали“    |

#### Желателно наклонение
Желателното наклонение се използва за изразяване на желание, надежда, мечта, съгласие, приемане на нещо. Спрежението обхваща само глаголите от първи и втори вид. Употребява се сравнително рядко в разговорната реч. Образува се по следния начин.
- Желателно наклонение на глагола кай

| лице | ед. ч.                  | мн. ч.                    |
| ---- | ----------------------- | ------------------------- |
| 1 л. | кайăпин „де да отида!“  | кайăсăрин „де да отидем!“ |
| 2 л. | кайăсăн „де да отидеш!“ | кайăсăр „де да отидете!“  |
| 3 л. | кайин „де да отиде!“    | кайĕçин „де да отидат!“   |

### Причастия
Развита е и система от безлични форми – причастия, деепричастия и отглаголни съществителни. Някои причастия и деепричастия имат значение на времена, тъй като в чувашкия език почти липсват съюзи за време. Образуват се от първи и втори вид на глагола.
Сегашното причастие се употребява подобно на сегашното деятелно причастие в българския език и замества подчинителни изречения с „който“. Скланя се като съществителните имена.
- вулакан „четящ; читател“,
- ĕнтĕ килекен етем „сега идващият мъж“; „мъжът, който идва сега“,
- пĕлментен ан ыйт „не питай незнаещия“.

Миналото причастие се употребява като глаголна форма при преизказното наклонение. То не се изменя по род и число. Съответства в зависимост от контекста на миналото деятелно и миналото страдателно причастие в българския език в зависимост от контекста. Образува се с окончания -нă/-нĕ.
- ҫын курнă „мъжът видял“,
- курнă ҫын „виденият мъж“ или „мъжът, който беше видян“, НО И „мъжът, видял ...“

Бъдещото причастие се употребява, за да се подчертае, че действието се извършва в бъдещето. Образува се с окончание -с.
- вулас „който ще чете, който ще бъде четен“,

Отглаголното съществително се образува с окончание -ма/-ме. Съответства и на конструкцията „глагол + да + глагол“ в българския език.
- вăл юрлама хавас „той обича пеенето“, „обича да пее“
- вăл шыв ăсма аннă „той отишъл да вземе вода“.

Задължаващото причастие изразява необходимост, задължение и съответства на конструкции „трябва + глагол“.
- пĕлмелле „необходимото да се знае“,
- эпĕ килмелле „трябва да дойда“.

### Деепричастия
Подчинителното деепричастие се образува с окончания -а/-е в зависимост от вокалната хармония. Означава глаголно действие, което е подчинено на друго. Съответства на българските конструкции „да + глагол“.
- шыра пуҫланă „започнал да търси“,
- эпĕ кунĕпе улма ҫийе ҫийе ҫӳрĕп „ще почна да ям ябълки цял ден“.

Съчинителното деепричастие съответства на българското деепричастие. Означава две равностойни действия и затова може да се преведе и със съюза „и“. Образува се с наставки -са/-се в зависимост от вокалната хармония.
- тултах хуйхăрса ларнă „седейки отвън, плачеше“,
- вуласа ларат букв. „четейки, стои“, „стои и чете“.

Миналото деепричастие означава действие, което се извършва преди главното глаголно действие. Превежда се чрез израза „(след) като + глагол“. Образува се с окончание -сан/-сен или -сассăн/-сĕссен в зависимост от вокалната хармония.
- чей ĕçсен „(след) като се изпие чая“,
- сакăр çула çилтсен „(след) като стана на 8 години“.

Бъдещото деепричастие означава действие, което се извършва след главното глаголно действие. Превежда се чрез израза „преди да + глагол“ или „вместо да + глагол“. Образува се с окончание -иччен.
- вуличчен „преди да прочете“,
- намăсланиччен „вместо да се засрами“.